# Rostbröstad kejsarduva
Rostbröstad kejsarduva (Ducula rufigaster) är en fågel i familjen duvor inom ordningen duvfåglar.

## Utseende och läte
Rostbröstad kejsarduva är en rätt stor duva. Den har ljust rosaaktigt huvud, orange undersida, metalliskt smaragdgrönt på rygg och vingar samt lilafärgad övergump. Fågeln liknar rödbröstad kejsarduva, men rostbröstad kejsarduva har ett tydligt ljusgrått band på stjärten. Lätet består av två inledande "tuk-tuk" följt av ett långt, utdraget och något disharmoniskt "ooo-woo-ooo" som stiger och faller.

## Utbredning och systematik
Rostbröstad kejsarduva förekommer på Nya Guinea med kringliggande öar. Den delas in i två underarter med följande utbredning:
- Ducula rufigaster rufigaster – förekommer på västpapuanska öar, Fågelhuvudhalvön och sydöstra Nya Guinea österut till Orangerie Bay
- Ducula rufigaster uropygialis – förekommer på ön Yapen och norra Nya Guinea (österut till Huonviken)

## Levnadssätt
Rostbröstad kejsarduva hittas inne i regnskog i låglänta områden och förberg. Den ses vanligen enstaka, är svårt att få syn på och flyger inte vanligen ovan trädtaket.

## Status och hot
Arten har ett stort utbredningsområde, men tros minska i antal, dock inte tillräckligt kraftigt för att den ska betraktas som hotad. Internationella naturvårdsunionen IUCN listar arten som nära hotad (LC).